# Doris Hart
Doris Jane Hart (ur. 20 czerwca 1925 w St. Louis, zm. 29 maja 2015 w Coral Gables) – tenisistka amerykańska, zwyciężczyni 35 turniejów wielkoszlemowych w grze pojedynczej, podwójnej i mieszanej.

## Kariera tenisowa
Praworęczna Hart treningi tenisowe rozpoczęła w wieku 6 lat, jako formę terapii przeciwko wirusowi polio. Była jedną z dominujących postaci tenisa kobiecego w drugiej połowie lat 40. i pierwszej połowie lat 50., skuteczną zarówno w grze przy siatce, jak i z głębi kortu, dysponującą silnym serwisem i granym z dużym wyczuciem dropszotem. Jej 35 tytułów wielkoszlemowych plasuje ją na piątym miejscu w historii, wspólnie z Louise Brough, a za Margaret Court, Martiną Navrátilovą, Billie Jean King i Margaret Osborne DuPont. Rzadkie osiągnięcie – wygranie wszystkich turniejów Wielkiego Szlema we wszystkich trzech konkurencjach – dzieli jedynie z Court i Navrátilovą. W latach 1942–1955 nieprzerwanie figurowała w czołowej dziesiątce rankingu amerykańskiego, w tym na pierwszym miejscu w dwóch ostatnich sezonach. Od 1946 była także przez dziesięć lat z rzędu w dziesiątce nieoficjalnego rankingu światowego, jako liderka w 1951.
Sześć razy triumfowała w Wielkim Szlemie w grze pojedynczej. Pierwszy tytuł zdobyła w mistrzostwach Australii w 1949, ale już dwa lata wcześniej była w finałach Wimbledonu i mistrzostw Francji. W 1951 na Wimbledonie wygrała wszystkie trzy konkurencje – w finale singla pokonała Shirley Fry, w deblu triumfowała właśnie z Fry, a w mikście z Frankiem Sedgmanem. Potrójne zwycięstwa przypadły jej także w mistrzostwach Francji w 1952 (debel z Fry, mikst z Sedgmanem) i w mistrzostwach USA w 1954 (debel z Fry, mikst z Vikiem Seixasem). Razem z Fry tworzyła jedną z najlepszych par deblowych w historii (m.in. cztery wygrane z rzędu na mistrzostwach Francji, trzy wygrane z rzędu na Wimbledonie). Na mistrzostwach USA Hart i Fry toczyły interesującą rywalizację z inną utytułowaną parą Osborne DuPont i Brough – w finale w 1953 Hart i Fry wygrały 6:2, 7:9, 9:7, broniąc w trzecim secie dwóch piłek meczowych przy stanie 2:5. Rywalki zrewanżowały się w 1955, przerywając Hart i Fry serię czterech triumfów z rzędu.
Hart wygrała mistrzostwa Francji w 1950 i 1952. Najdłużej czekała na tytuł na mistrzostwach USA, gdzie ostatecznie udało się jej triumfować w 1954, kiedy po raz 15. uczestniczyła w turnieju. W dramatycznym finale pokonała Louise Brough, broniąc trzech piłek meczowych. Dużo łatwiej obroniła tytuł rok później, pokonując w finale Patricię Ward. Poza zwycięstwami w wielkoszlemowych mistrzostwach USA zdobyła jeszcze na różnych nawierzchniach i w różnych konkurencjach 11 tytułów mistrzyni kraju. Na Wimbledonie ustanowiła rekord pięciu z rzędu triumfów w mikście w latach 1951–1955 – pierwsze dwa tytuły zdobyła z Sedgmanem, następne z Seixasem. Z innych wygranych turniejów Hart można wymienić międzynarodowe mistrzostwa Włoch, w których Amerykanka triumfowała dwukrotnie w singlu (1951, 1953), raz w deblu (1951, z Fry) i raz w mikście (1953, z Seixasem).
W latach 1946–1955 występowała w reprezentacji USA w Pucharze Wightman. Amerykanki dominowały w tym okresie w tych rozgrywkach, rozstrzygając na swoją korzyść wszystkie mecze. Znaczący wkład wniosła do tych zwycięstw Doris Hart, niepokonana w czternastu meczach singlowych oraz zwyciężczyni ośmiu z dziewięciu gier deblowych. W 1970 kolejny raz zdobyła trofeum jako niegrająca kapitan.
Karierę amatorską zakończyła w 1955 i została zawodową trenerką tenisa. W 1969 została wpisana do Międzynarodowej Tenisowej Galerii Sławy.

## Osiągnięcia w turniejach wielkoszlemowych
Australian Open
- gra pojedyncza – wygrana 1949, finał 1950
- gra podwójna – wygrana 1950 (z Louise Brough), finał 1949 (z Marie Toomey)
- gra mieszana – wygrane 1949, 1950 (obie z Frankiem Sedgmanem)

French Open
- gra pojedyncza – wygrane 1950, 1952, finały 1947, 1951, 1953
- gra podwójna – wygrane 1948 (z Patricią Todd), 1950, 1951, 1952, 1953 (wszystkie z Shirley Fry), finały 1946 (z Pauline Betz), 1947 (z Patricią Todd)
- gra mieszana – wygrane 1951, 1952 (obie z Frankiem Sedgmanem), 1953 (z Vikiem Seixasem), finał 1948 (z Frankiem Sedgmanem)

Wimbledon
- gra pojedyncza – wygrana 1951, finały 1947, 1948, 1953
- gra podwójna – wygrane 1947 (z Patricią Todd), 1951, 1952, 1953 (wszystkie z Sirley Fry), finały 1946 (z Pauline Betz), 1948 (z Patricią Todd), 1950, 1954 (oba z Shirley Fry)
- gra mieszana – wygrane 1951, 1952 (obie z Frankiem Sedgmanem), 1953, 1954, 1955 (wszystkie z Vikiem Seixasem), finał 1948 (z Frankiem Sedgmanem)

US Open
- gra pojedyncza – wygrane 1954, 1955, finały 1949, 1950, 1952, 1953
- gra podwójna – wygrane 1951, 1952, 1953, 1954 (wszystkie z Shirley Fry), finały 1942, 1943, 1944, 1945 (wszystkie z Pauline Betz), 1947, 1948 (oba z Patricią Todd), 1949, 1950, 1955 (wszystkie z Shirley Fry)
- gra mieszana – wygrane 1951, 1952 (obie z Frankiem Sedgmanem), 1953, 1954, 1955 (wszystkie z Vikiem Seixasem), finały 1945 (z Bobem Falkenburgiem), 1950 (z Frankiem Sedgmanem)

Finały singlowe w turniejach wielkoszlemowych
- mistrzostwa Francji 1947 – 3:6, 6:3, 4:6 z Patricią Todd
- Wimbledon 1947 – 2:6, 4:6 z Margaret Osborne DuPont
- Wimbledon 1948 – 3:6, 6:8 z Louise Brough
- mistrzostwa Australii 1949 – 6:3, 6:4 z Nancye Wynne Bolton
- mistrzostwa USA 1949 – 4:6, 1:6 z Margaret Osborne DuPont
- mistrzostwa Australii 1950 – 4:6, 6:3, 4:6 z Louise Brough
- mistrzostwa Francji 1950 – 6:4, 4:6, 6:2 z Patricią Todd
- mistrzostwa USA 1950 – 3:6, 3:6 z Margaret Osborne DuPont
- mistrzostwa Francji 1951 – 3:6, 6:3, 3:6 z Shirley Fry
- Wimbledon 1951 – 6:1, 6:0 z Shirley Fry
- mistrzostwa Francji 1952 – 6:4, 6:4 z Shirley Fry
- mistrzostwa USA 1952 – 3:6, 5:7 z Maureen Connolly
- mistrzostwa Francji 1953 – 2:6, 4:6 z Maureen Connolly
- Wimbledon 1953 – 6:8, 5:7 z Maureen Connolly
- mistrzostwa USA 1953 – 2:6, 4:6 z Maureen Connolly
- mistrzostwa USA 1954 – 6:8, 6:1, 8:6 z Louise Brough
- mistrzostwa USA 1955 – 6:4, 6:2 z Patricią Ward